# Anders Eckerdal
Anders Hugo Eckerdal, född 8 augusti 1940 i Lindome församling i Hallands län, död 12 september 2018 i Stora Hammars distrikt i Skåne län, var en svensk präst.  Han var son till Hugo Eckerdal, bror till Lars och Per Eckerdal samt far till Erik och Jan Eckerdal.
Eckerdal avlade teologie kandidatexamen vid Lunds universitet 1969. Han var anställd i Mölndals församling 1970, blev komminister i Mörsils församling 1971, kyrkoherde där 1974, kyrkoherde i Rödöns församling 1983, direktor vid Linköpings stift 1989 och direktor vid Svenska kyrkans församlingsnämnd 1994. Eckerdal var domprost i Linköping från 1996 till 2005. Han publicerade Hela församlingen (1991). Eckerdal är begraven på Skanörs gamla kyrkogård.